# Västerbotten
 Västerbotten (?·pàg.), etimològicament Bòtnia de l'Oest, és una província o landskap al nord de Suècia. Limita amb Ångermanland, Lapònia, Norrbotten i el golf de Bòtnia. És famosa pel formatge que porta el nom de la província.

## Geografia
Històricament Västerbotten s'ha dividit en ciutats i districtes.

### Ciutats
- Umeå (1622)
- Skellefteå (1845)

### Poblacions
- Åkullsjön
- Åheden
- Åmsele
- Ånäset
- Åsele
- Avaliden
- Bygdeträsk
- Djäkneböle
- Gardsjönäs
- Hedlunda
- Kälen
- Morö backe
- Robertsfors
- Sikeå
- Tomterna

### Fets
- Muntanya més alta: Åmliden (550 meters)
- Llac més extens: Bygdeträsket